# Amex Oil Index
L'AMEX Oil Index (tíquer: XOI) és un índex de les principals empreses relacionades amb l'explotació, la producció, i el desenvolupament del petroli. L'índex mesura l'evolució de la indústria petroliera a través de la suma ponderada per preu de les cotitzacions de les accions d'aquestes empreses, de manera que el pes d'una empresa petita en volum però amb un preu de cotització elevat tindrà una ponderació major en l'índex que el d'una empresa major en volum però amb preu de cotització inferior. Malgrat aquesta limitació l'índex XOI és àmpliament seguit per a mesurar el desenvolupament de la indústria petroliera. L'índex fou creat amb un base de 124 el 27 d'agost del 1984.

## Components[1]
| Nom de l'Empresa     | Tycker |
| -------------------- | ------ |
| Hess Corporation     | HES    |
| Chevron Corporation  | CVX    |
| ConocoPhillips       | COP    |
| Occidental Petroleum | OXY    |
| ExxonMobil           | XOM    |
| TotalEnergies        | TOT    |
| Shell                | RDSa   |
| BP                   | BP     |
| Marathon Oil         | MRO    |
| Marathon Petroleum   | MPC    |
| Valero Energy        | VLO    |
| Repsol               | REP    |
| Sunoco               | SUN    |
| Ecopetrol            | EC     |
| Petrobras            | PBR    |
| Phillips 66          | PSX    |
| PetroChina           | PTR    |
| Equinor              | EQNR   |
| Suncor Energy Inc    | SU     |